# Trịnh Thị Giới
Trịnh Thị Giới (sinh 1959), người Mường, là đại biểu Quốc hội Việt Nam khóa 12, thuộc đoàn đại biểu Thanh Hoá.